# Cirkeline, Coco og det vilde næsehorn
Cirkeline, Coco og det vilde næsehorn er en dansk animationsfilm for børn fra 2018 instrueret af Jannik Hastrup.

## Handling
Cirkeline får en hjerteveninde med prinsessenykker, og Ingolf møder et næsehorn, der er træt af at være den lille. Sammen tager de på en rejse, der lærer dem, at det ikke altid er lykken at være den, der er stor og har magt, og at selv et lillebitte næsehorn kan vise sig at være en meget stor helt.